# Devilish (videojuego)
Devilish (en japonés デビリッシュ, Debirisshu) es un videojuego de acción que fue publicado para la consola portátil de Sega Game Gear en 1991.
Una secuela para la Mega Drive fue lanzada bajo el título Devilish: The Next Possession, conocida en Japón como Bad Omen (バッドオーメン, Baddo Ōmen). Un tercer título de la serie, conocido como Devilish: Ball Bounder, fue lanzado para la consola portátil Nintendo DS en 2005.

## Trama
Un príncipe y una princesa estaban enamorados hasta que un demonio celoso transformó a la feliz pareja en un par de paletas de piedra, similares a las del pinball. De repente, apareció una esfera mágica que podía utilizar al príncipe y a la princesa para derrotar a los demonios que ahora gobiernaban el reino.

## Jugabilidad
Los jugadores deben usar dos paletas: la superior se utiliza para derrotar a los demonios, mientras que la inferior sirve para evitar que la bola caiga al fondo del tablero, lo que supondría el fin de la partida. Al derrotar enemigos y romper bloques destructibles, el jugador avanza hacia el jefe de cada nivel.
Con una mecánica similar a una versión más difícil de Arkanoid, la pantalla se desplaza verticalmente forzando a la bola a moverse constantemente hacia adelante en su intento por alcanzar al jefe.
Los jugadores pueden elegir entre tres niveles de dificultad en la versión de Game Gear, y también tienen la opción de realizar una competición contrarreloj. La secuela para Sega Mega Drive añade un modo para dos jugadores.